# Aitareya Upaniṣad
La Aitareya Upaniṣad ("Upaniṣad di Aitareya"), appartenente al ciclo del Ṛgveda, è una fra le più antiche delle Upaniṣad vediche.

## Generalità
La Aitareya Upaniṣad è costituita dai canti (adhyāya) IV, V e VI del secondo libro dell'Aitareya Āraṇyaka. Di estensione breve, è usualmente suddivisa in cinque parti (khaṇḍa), per un totale di 33 strofe (mantra).
La lingua in cui è scritta, arcaica, e il tema principale dell'opera, la corrispondenza fra universo e uomo, fanno concludere a molti orientalisti che questa upaniṣad possa essere contemporanea ai primi due canti della Bṛhadāraṇyaka Upaniṣad, che cioè sia una delle più antiche, composta quindi prima dell'VIII secolo BCE.
Il ṛṣi, il veggente cioè, che è ritenuto essere l'autore dell'opera, Mahidāsa Aitareya (e dal quale il nome), è citato nella Chāndogya Upaniṣad, III, 16, 7, dove si dice che egli visse centosedici anni. In realtà, di tale veggente null'altra notizia è nota, ragion per cui l'attribuzione è da considerarsi di natura mitica.

## Suddivisione e contenuti
Il primo khaṇḍa riprende il mito dell'"uomo cosmico" con una significativa differenza: questi è generato dall'ātman. In principio infatti esisteva soltanto l'ātman-brahman, Egli quindi creò cielo, luce, morte e acque, quindi l'essere universale (puruṣa), e lo covò. Dalle parti del corpo di questo essere derivarono sia gli elementi (e quindi gli dèi relativi) sia le funzioni. Per esempio, dagli occhi venne la vista (funzione) e dalla vista il Sole (come elemento del cosmo e come dio).
Nel secondo khaṇḍa gli dèi appena generati chiedono all'ātman un posto ove prendere dimora per potersi cibare. Dopo aver rifiutato l'offerta della vacca e del cavallo, gli elementi-dèi accettano di dimorare in un essere umano: soltanto così le facoltà poterono diventare attive (nell'esempio precedente: il dio-Sole entrò negli occhi dell'uomo e gli diede la vista). La dimora, il corpo dell'uomo, è quindi sede delle percezioni sensoriali, i sensi si alimentano dell'esperienza, e ciò è possibile perché sussiste una corrispondenza di natura cosmica fra i sensi umani e gli elementi. Gli dèi rifiutano gli animali e accettano l'uomo poiché questi è simile al puruṣa, all'"uomo cosmico".
Gli dèi, presa dimora nell'uomo, chiedono quindi cibo, e siamo nel terzo khaṇḍa; l'ātman ne offre loro, ma soltanto quando entra in gioco il "soffio vitale" (prāṇa) essi divengono capaci di assimilarlo. Il prāṇa è quindi quel principio che unifica le funzioni nell'uomo, ciò che rende possibile l'esperienza del mondo. A questo punto, visto che l'essere creato sembra essere indipendente, l'ātman si domanda:
(Aitareya Upaniṣad, III, 11, in Raphael, p. 691)
L'impasse è risolto dall'instaurarsi dell'ātman nell'uomo attraverso un'apertura sulla sommità del cranio, che quindi assurge a luogo di congiunzione fra l'umano e il divino. Questa "apertura" è nota come sahasrāracakra, il chakra dai mille petali, quel punto cioè che secondo lo Yoga è l'obiettivo della kundalini, il principio divino insito in ogni essere umano, che seguendo particolari discipline psicofisiche "risale" lungo il corpo dell'adepto per fuoriuscire dalla testa.
Il quarto khaṇḍa spiega come il sé individuale (jīva) trasmigri di corpo in corpo finché l'individuo non giunga a unire questo proprio sé con l'ātman, condizione assimilata all'immortalità.
Troviamo espresso infine, nell'ultimo khaṇḍa, uno dei risultati considerati notevoli nella letteratura upaniṣadica, un mahāvākya ("grande detto"):
(Aitareya Upaniṣad, V, 3; in Filippani-Ronconi, p. 283)
L'ātman-brahman è quindi qui identificato con la gnosi (prajña), conclude l'orientalista Pio Filippani Ronconi, o, in altri termini, l'"essere" altro non è se non conoscenza.
Il teologo Raimon Panikkar traduce prajñana con "coscienza" e conclude che soltanto nel suo essere cosciente l'"essere" è, e che quindi si può ben sintetizzare:
(Panikkar, p. 917)
La coscienza non è né una sostanza né un atto, e Brahman, l'"essere", non ha coscienza, è coscienza:
(Panikkar, p. 918)
Per l'orientalista Raphael la visione della conoscenza che traspare da questo mahāvākya è quella di una conoscenza catartica, quale si ritrova anche nelle tradizioni iniziatiche dell'antica Grecia. La conoscenza è dunque un mezzo per giungere all'Essere, ma:
(Raphael, p. 700)
L'Aitareya Upaniṣad si conclude con la medesima invocazione con la quale si era aperta, un'invocazione al pensiero, alla parola e al brahman.